# Enhanced environmentally friendly vehicle

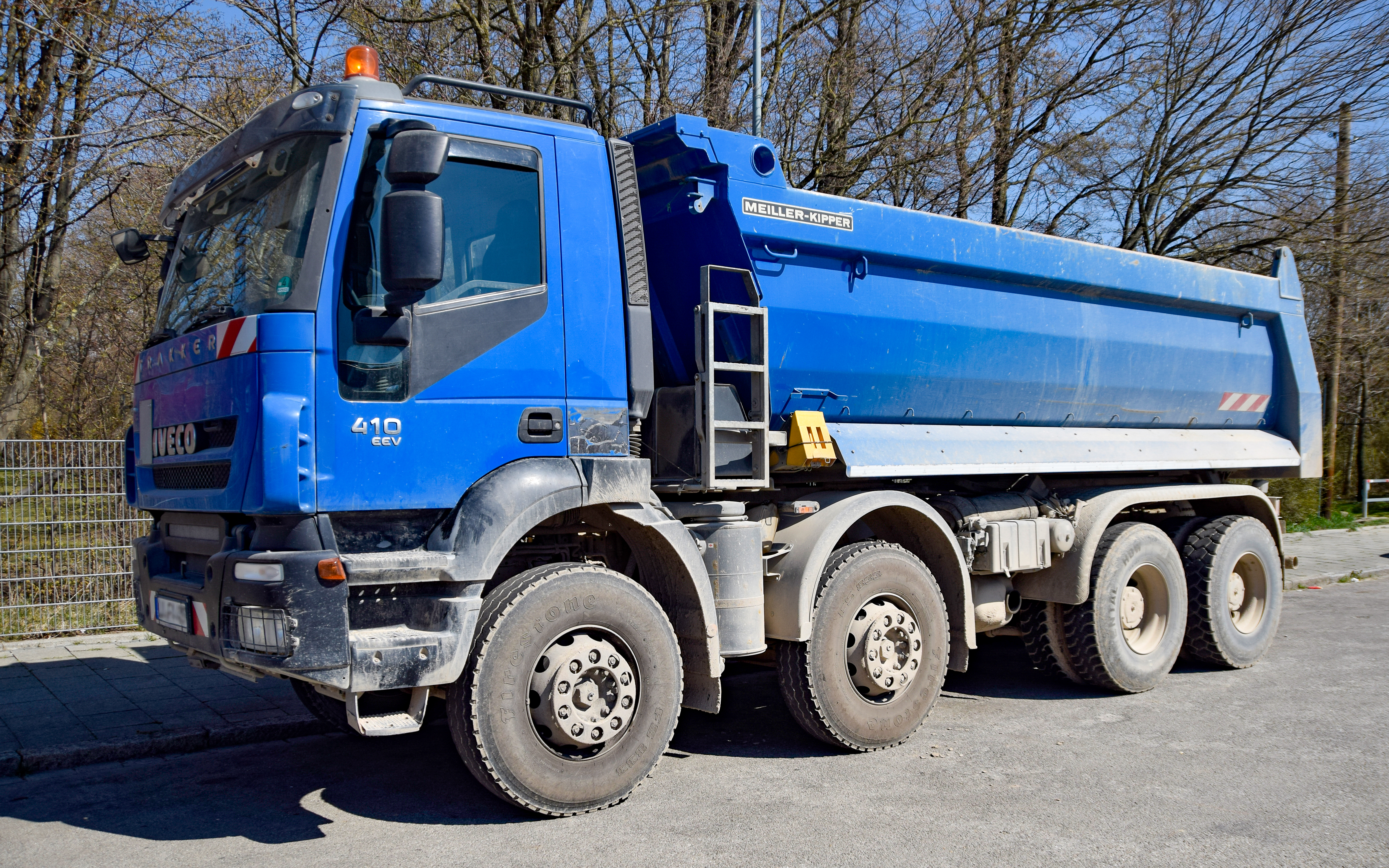
Een IVECO Trakker uitgerust met een motor die voldoet aan de EEV-norm

Enhanced environmentally friendly vehicle of EEV (milieuvriendelijker gemaakt voertuig) is de formele term in de Europese Unie voor een "schoon voertuig" (Bus of Large Goods Vehicle, categorie N2 en N3 > 3,5 ton. De EEV norm is tussen Euro V en Euro VI. Het wordt gebruikt in de classificatie van Europese emissiestandaarden.

## Europese richtlijn
- 2005/55/EG
- 1999/96/EC
- 88/77/EEC
- 91/542/EEC

## Norm
Emissienormen voor de typegoedkeuring van zware dieselmotoren in zware bedrijfsvoertuigen.
| Richtlijn | naam     | met ingang van | CO (g/kWh) | HC (g/kWh) | NOx (g/kWh) | deeltjes (g/kWh) | rook (m−1) |
| --------- | -------- | -------------- | ---------- | ---------- | ----------- | ---------------- | ---------- |
| 88/77     | Euro 0   | 1988/1990      | 11,2       | 2,4        | 14,4        | -                | -          |
| 91/542    | Euro I   | 01/07/1992     | 4,5        | 1,1        | 8,0         | 0,36             | -          |
| 91/542    | Euro II  | 01/10/1995     | 4,0        | 1,1        | 7,0         | 0,15             | -          |
| 1999/96   | Euro III | 01/10/2000     | 2,1        | 0,66       | 5,0         | 0,10 (of 0,13)   | 0,50       |
| 1999/96   | Euro IV  | 01/10/2005     | 1,5        | 0,46       | 3,5         | 0,02             | 0,50       |
| 1999/96   | Euro V   | 01/10/2008     | 1,5        | 0,46       | 2,0         | 0,02             | 0,50       |
| 1999/96   | EEV      | 01/11/2010     | 0,25       | 0,20       | 0,02        | 0,015            |            |